# Reima Salonen
Pour les articles homonymes, voir Salonen.
Reima Salonen (né le 19 novembre 1955) est un athlète finlandais spécialiste de la marche athlétique. 

## Biographie
Reima Salonen a notamment remporté la médaille d'or sur 50 kilomètres marche, lors des Championnats d'Europe de 1982 à Athènes, devançant l'Espagnol José Marín et le Suédois Bo Gustafsson.
Deux ans plus tard, il termine au pied du podium aux Jeux olympiques, toujours sur 50 kilomètres marche. 

### Palmarès
| Date | Compétition           | Lieu        | Résultat | Épreuve      | Performance     |
| ---- | --------------------- | ----------- | -------- | ------------ | --------------- |
| 1980 | Jeux olympiques       | Moscou      | 9e       | 20 km marche | 1 h 31 min 32 s |
| 1982 | Championnats d'Europe | Athènes     | 8e       | 20 km marche | 1 h 28 min 04 s |
| 1982 | Championnats d'Europe | Athènes     | 1er      | 50 km marche | 3 h 55 min 29 s |
| 1983 | Championnats du monde | Helsinki    | 4e       | 50 km marche | 3 h 52 min 53 s |
| 1984 | Jeux olympiques       | Los Angeles | 4e       | 50 km marche | 3 h 58 min 30 s |
| 1986 | Championnats d'Europe | Stuttgart   | 5e       | 50 km marche | 3 h 46 min 14 s |

### Records
| Épreuve      | Performance          | Lieu       | Date         |
| ------------ | -------------------- | ---------- | ------------ |
| 20 km marche | 1 h 19 min 52 s (NR) | Pihtipudas | 21 juin 1986 |
| 50 km marche | 3 h 42 min 36 s      | Vantaa     | 24 mai 1986  |